# Cantal (formatge)
El cantal és un formatge de pasta premsada no cuita fet amb llet crua o pasteuritzada de vaca. És originari del departament de Cantal, a Alvèrnia. És de color groc i té forma cilíndrica de gran mida, que oscil·la entre els 36 i els 42 cm de diàmetre. El seu pes va de 35 a 45 kg.
Des de 1956 el formatge d'aquest tipus fabricat a Cantal o en altres províncies veïnes té la Denominació d'Origen Controlada (DOC) «Cantal».
El 2003 se'n van produir 17.974 tones.